# Ykspuinen (klippa)
Ykspuinen är en ö i Finland. Den ligger i Finska viken och i kommunen Vederlax i den ekonomiska regionen  Kotka-Fredrikshamn i landskapet Kymmenedalen, i den södra delen av landet. Ön ligger omkring 39 kilometer öster om Kotka och omkring 150 kilometer öster om Helsingfors.
Öns area är 1 hektar och dess största längd är 150 meter i sydöst-nordvästlig riktning. Närmaste större samhälle är Virojoki, 12,0 km norr om Ykspuinen.